# Dietrich Brüggemann

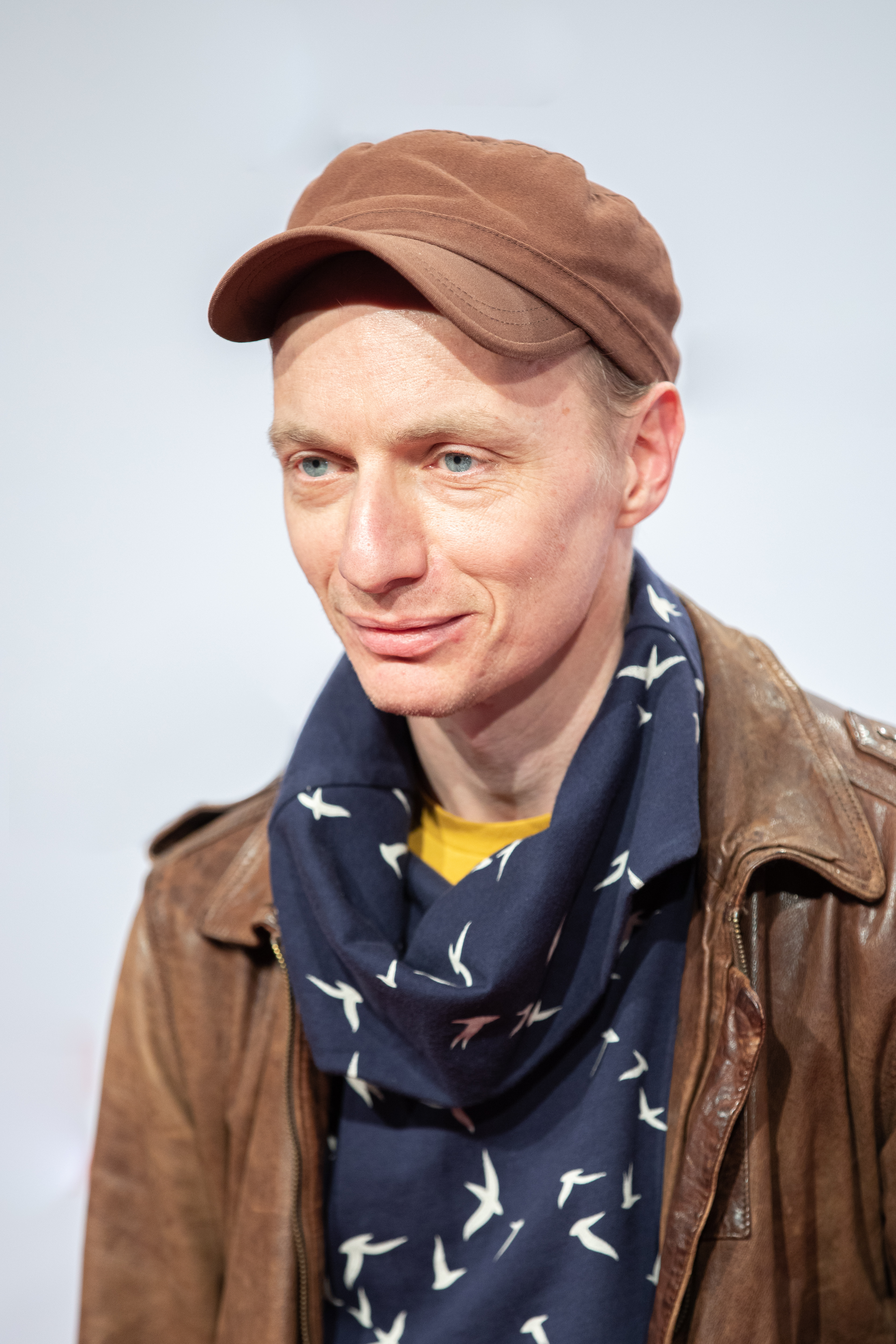
Dietrich Brüggemann, 2020

Dietrich Brüggemann (* 23. Februar 1976 in München) ist ein deutscher Filmregisseur, Drehbuchautor, Schriftsteller und Musiker.

## Leben
Brüggemann ist der Sohn des Germanisten Diethelm Brüggemann. Er wuchs in den 1980er-Jahren „vage atheistisch“ auf. Mit seinen Eltern zog er als Achtjähriger für vier Jahre nach Südafrika, wo sein Vater eine Professur für Germanistik innehatte. Ab 1988 lebte er zunächst in Stuttgart, in Regensburg machte er 1996 am Albertus-Magnus-Gymnasium sein Abitur. Nach dem Zivildienst in der Schwerbehinderten-Betreuung studierte er ein Semester Theaterwissenschaften in München und übte diverse Tätigkeiten beim Film aus. 1998 lernte er als Komparse bei Dreharbeiten zu Hans-Christian Schmids Film 23 – Nichts ist so wie es scheint Mitarbeiter der Filmzeitschrift Schnitt kennen, bei der er daraufhin bis zu ihrer Einstellung im Jahr 2012 als Redakteur und Filmkritiker wirkte und sich zunehmend mit dem internationalen Film befasste.
Im Jahr 2000 begann Brüggemann das Studium der Filmregie an der Hochschule für Film und Fernsehen Potsdam. Mit seinem Studentenkurzfilm Warum läuft Herr V. Amok? konnte er 2003 erstmals eine Arbeit in einer Nebenreihe der Berlinale platzieren. Sein Diplomfilm Neun Szenen, mit dem er 2006 das Studium abschloss, wurde in der Sektion Perspektive deutsches Kino der Berlinale 2006 aufgeführt. Sein zweiter Spielfilm Renn, wenn du kannst eröffnete die gleiche Sektion der Berlinale 2010. Im Jahr 2012 erschien seine Filmkomödie 3 Zimmer/Küche/Bad.

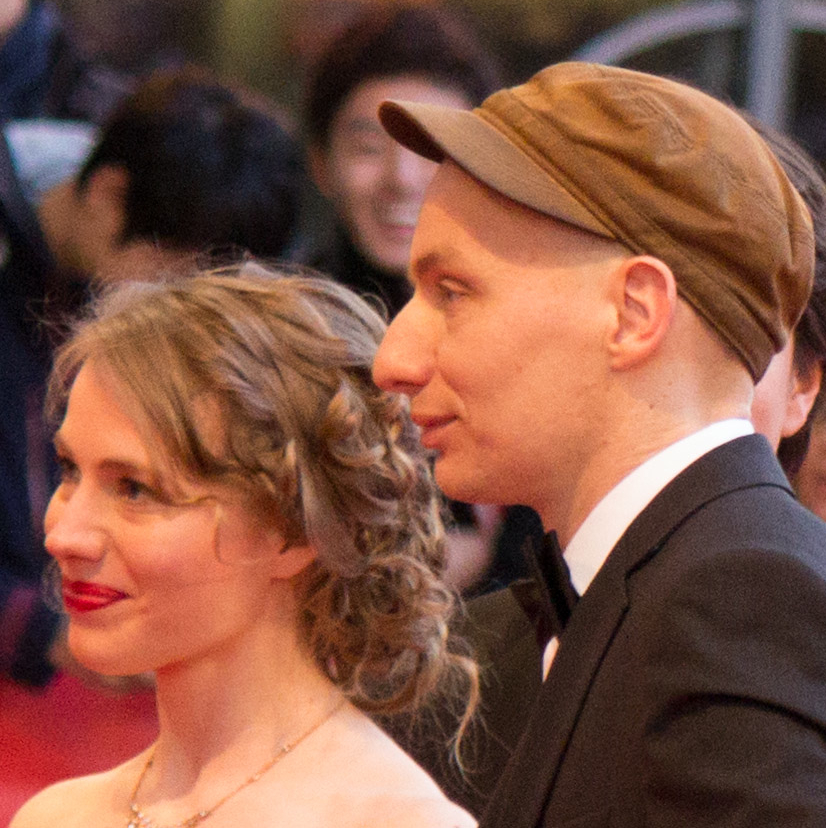
Dietrich und Anna Brüggemann auf der Berlinale 2014

Er arbeitet eng mit seiner Schwester Anna Brüggemann zusammen. Gemeinsam schrieben sie die Drehbücher der Kinofilme, in mehreren Filmen spielte Anna Brüggemann in Hauptrollen mit. Für den Spielfilm Kreuzweg erhielten die Geschwister bei der Berlinale 2014 den Silbernen Bären für das beste Drehbuch. 2015 folgte die von Dietrich Brüggemann alleine verfasste Neonazi-Satire Heil. Nachdem der Zuschauererfolg der Kinofilme gering blieb, führte Brüggemann ab 2016 Regie bei mehreren Tatort-Fernsehfilmen. 2018/2019 entstand Brüggemanns Kinofilm Nö, der im Sommer 2021 Festivalpremiere hatte.
Brüggemann äußerte wiederholt seine Verehrung für die Arbeiten des schwedischen Filmemachers Roy Andersson.
2017 inszenierte Brüggemann sein selbst verfasstes erstes Theaterstück, die Tragikomödie Vater, in der Box des Deutschen Theaters Berlin.
Er dreht Musikvideos, u. a. für Judith Holofernes, Thees Uhlmann und das Plattenlabel Grand Hotel van Cleef. 

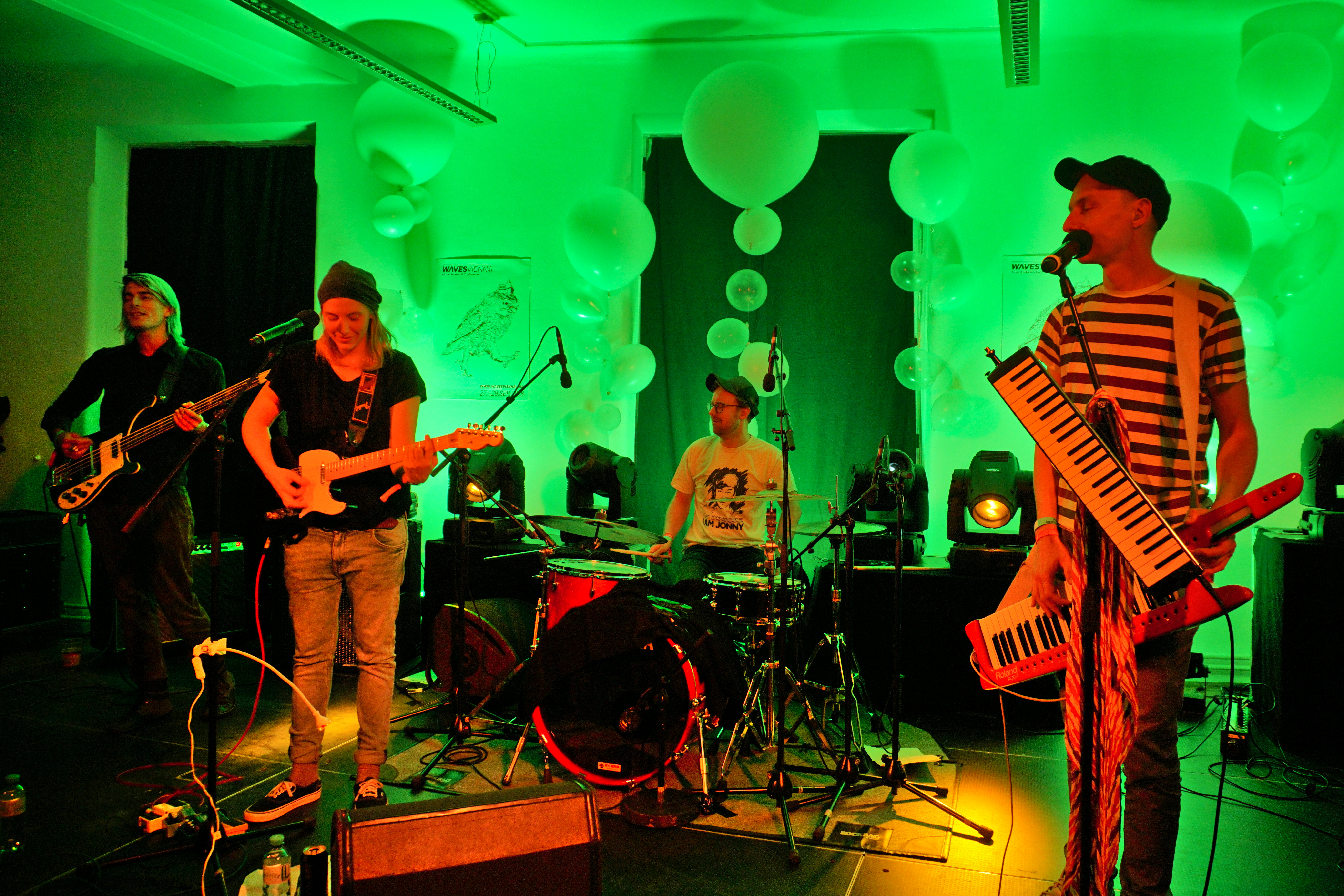
Mit Keytar und Melodica bei einem Konzert von Theodor Shitstorm 2018 in Wien

Als Musiker begleitet Brüggemann Stummfilme auf dem Klavier. Mit Desiree Klaeukens bildet er zudem das Indie-Pop-Duo Theodor Shitstorm und brachte 2018 das Debüt-Album Sie werden dich lieben heraus. Er spielt Tasteninstrumente, sie Gitarre, beide singen, texten und komponieren.
Dietrich Brüggemann lebt in Berlin-Kreuzberg.

## Kontroversen

### Fahr zur Hölle, Berliner Schule
Während der Berlinale 2013 veröffentlichte Brüggemann als Reaktion auf Thomas Arslans Wettbewerbsfilm Gold den provokanten Blogbeitrag Fahr zur Hölle, Berliner Schule, in dem er das „Berliner-Schule-Berlinale-Wettbewerbs-Kino“ verurteilte: „Gekünstelte Dialoge. Reglose Gesichter. Ausführliche Rückenansichten von Leuten. Zäh zerdehnte Zeit. Willkommen in der Welt des künstlerisch hochwertigen Kinos, willkommen in einer Welt aus quälender Langeweile und bohrender Pein.“
Ekkehard Knörer befand, es gehöre „einige Chuzpe“ dazu, sich mit Brüggemanns „belanglosem“ Unterhaltungsfilm 3 Zimmer/Küche/Bad gegen die Berliner Schule zu positionieren. Brüggemann gab 2014 an, den Text mit Blick auf seinen nächsten Film Kreuzweg geschrieben zu haben, der im Wettbewerb der Berlinale 2014 den Drehbuchpreis gewann. Die Spiegel-Kritikerin Hannah Pilarczyk meinte, auch dieser Film verspreche „– ähnlich wie seine Tirade auf die Berliner Schule – mehr, als er einlösen kann“.

### #allesdichtmachen
Im April 2021 war er Mitinitiator der Aktion #allesdichtmachen, einer Initiative, in der neben Brüggemann rund 50 Schauspieler und ein weiterer Regisseur die Auswirkungen der zur Eindämmung gegen die COVID-19-Pandemie in Deutschland eingeführten staatlichen Maßnahmen auf das gesellschaftliche Leben satirisch übersteigert zum Ausdruck brachten. Dafür wurde er heftig kritisiert, da eine Nähe zu den sogenannten „Querdenkern“ und zur AfD gesehen wurde. Der Tagesspiegel spekulierte über ein „antidemokratisches Netzwerk“ als „Ausgangspunkt“ der Aktion, räumte dann aber ein, dass dies nicht zutraf, und gab Brüggemann die Gelegenheit zu einer Stellungnahme, die Informationen zur Entstehung und Rezeption der Videos mit grundsätzlichen ästhetisch-politischen Überlegungen verbindet. Die Teilnahme an der Aktion führte laut Brüggemann zur Auflösung eines Buchvertrags für seinen Roman Materialermüdung beim Kanon Verlag, zur Kündigung der Zusammenarbeit durch das Musiklabel Grand Hotel van Cleef sowie dazu, dass eine halbe Professur an der Filmhochschule Babelsberg, für die ihn die Berufungskommission auf Platz 1 der Liste gesetzt hatte, nicht besetzt wurde, nachdem unter Studenten ein offener Brief gegen ihn verfasst worden war, den auch die drei Vizepräsidenten unterzeichnet hatten. Seine Tätigkeit als Tatort-Regisseur habe er dagegen fortsetzen können.

## Filmografie (Auswahl)
- 2004: Mehr Licht (Kurzfilm)
- 2004: Warum läuft Herr V. Amok? (Kurzfilm)
- 2006: Neun Szenen
- 2007: Kookaburra – Der Comedy Club (Fernsehserie)
- 2010: Renn, wenn du kannst
- 2011: One Shot (Kurzfilm)[19]
- 2012: 3 Zimmer/Küche/Bad
- 2014: Kreuzweg
- 2015: Heil
- 2017: Tatort: Stau
- 2018: Tatort: Murot und das Murmeltier
- 2021: Tatort: Das ist unser Haus
- 2021: Nö
- 2025: Home Entertainment

Musikvideos
- 2010: Tim Neuhaus: As Life Found You
- 2011: Tim Neuhaus: Headdown[20]
- 2011: Thees Uhlmann: Zum Laichen und Sterben ziehen die Lachse den Fluss hinauf
- 2012: Thees Uhlmann: Das Mädchen von Kasse 2
- 2012: Kettcar: Rettung
- 2012: Kettcar: Im Club
- 2013: Alin Coen Band: A No Is A No[21]
- 2013: Judith Holofernes: Liebe Teil 2 – Jetzt erst recht
- 2013: Tim Neuhaus ft. Kat Frankie: Easy or not
- 2015: Adam Angst: Splitter von Granaten
- 2015: Bernd Begemann: Unoptimiert
- 2017: Albrecht Schrader: Nichtsdestotrotzdem
- 2017: Maurice & die Familie Summen: Nicht antworten ist das neue Nein
- 2017: Gisbert zu Knyphausen: Unter dem hellblauen Himmel
- 2017: Kettcar: Ankunftshalle

Als Darsteller
- 1999: 23 – Nichts ist so wie es scheint
- 2008: Warten auf Angelina
- 2009: 12 Meter ohne Kopf
- 2010: Renn, wenn du kannst
- 2012: Little Thirteen
- 2012: 3 Zimmer/Küche/Bad
- 2015: Alki Alki
- 2015: Heil
- 2016: Gleissendes Glück
- 2017: Babylon Berlin (2 Folgen)
- 2017: Blind & Hässlich
- 2019: 6Minuten66

## Theaterstück
- 2017: Vater –  Uraufführung Deutsches Theater Berlin 11. November 2017[22]

## Roman
- Materialermüdung. Edition W GmbH, 2022, ISBN 978-3-949671-03-6

## Diskografie
Mit Theodor Shitstorm
- 2018: Sie werden dich lieben (Album, Staatsakt)
- 2018: Unter meinem Bett 4 (Single: Extrawurst, Verlagsgruppe Oetinger)
- 2024: Zeigt Gefühle, Tonfisch/Recordjet

## Auszeichnungen
- 2004: Nominierung für den Max-Ophüls-Preis in der Kategorie Bester Kurzfilm für Mehr Licht
- 2006: Nominierung für den First Steps Award in der Kategorie Abendfüllende Spielfilme für Neun Szenen
- 2006: Publikumspreis beim Festival des deutschen Films in Ludwigshafen für Neun Szenen
- 2007: Studio Hamburg Nachwuchspreis in der Kategorie Bestes Drehbuch für Neun Szenen
- 2010: Publikumspreis beim Festival des deutschen Films in Ludwigshafen für Renn, wenn Du kannst[23]
- 2010: Publikumspreis beim Berlin & Beyond Film Festival in San Francisco USA für Renn, wenn Du kannst
- 2010: Nachwuchsförderpreis der DEFA-Stiftung und des Verleiherpreises CineStar beim Filmkunstfest Mecklenburg-Vorpommern 2010 für Renn, wenn Du kannst
- 2012: Aufenthaltsstipendium in der Villa Aurora
- 2013: Findlingspreis
- 2014: Silberner Bär für das beste Drehbuch und Preis der Ökumenischen Jury auf der Berlinale für Kreuzweg
- 2014: MuVi-Publikumspreis bei den Internationalen Kurzfilmtagen Oberhausen für Easy Or Not[24]
- 2015: Preis der deutschen Filmkritik, bestes Drehbuch für Heil
- 2018: Hauptpreis Deutscher FernsehKrimi-Preis für Tatort: Stau
- 2018: Festival des deutschen Films – Filmkunstpreis für Tatort: Murot und das Murmeltier[25]
- 2019: Preis der Deutschen Akademie für Fernsehen in der Kategorie Drehbuch für Tatort: Murot und das Murmeltier
- 2021: Internationales Filmfestival Karlovy Vary –  Preis für die beste Regie für Nö[26]